# Val-de-Mercy
Val-de-Mercy est une commune française située dans le département de l'Yonne en région Bourgogne-Franche-Comté.

## Géographie

### Climat
Pour des articles plus généraux, voir Climat de la Bourgogne-Franche-Comté et Climat de l'Yonne.
En 2010, le climat de la commune est de type climat océanique dégradé des plaines du Centre et du Nord, selon une étude du Centre national de la recherche scientifique s'appuyant sur une série de données couvrant la période 1971-2000. En 2020, Météo-France publie une typologie des climats de la France métropolitaine dans laquelle la commune est exposée à un climat océanique altéré et est dans la région climatique  Lorraine, plateau de Langres, Morvan, caractérisée par un hiver rude (1,5 °C), des vents modérés et des brouillards fréquents en automne et hiver. 
Pour la période 1971-2000, la température annuelle moyenne est de 10,8 °C, avec une amplitude thermique annuelle de 15,5 °C. Le cumul annuel moyen de précipitations est de 783 mm, avec 12 jours de précipitations en janvier et 7,7 jours en juillet. Pour la période 1991-2020, la température moyenne annuelle observée sur la station météorologique de Météo-France la plus proche, « Merry-sur-Yonne », sur la commune de Merry-sur-Yonne à 13 km à vol d'oiseau, est de 11,5 °C et le cumul annuel moyen de précipitations est de 776,9 mm. 
La température maximale relevée sur cette station est de 40,7 °C, atteinte le 7 août 2003 ; la température minimale est de −22 °C, atteinte le 16 janvier 1985,,. 
Les paramètres climatiques de la commune ont été estimés pour le milieu du siècle (2041-2070) selon différents scénarios d'émission de gaz à effet de serre à partir des nouvelles projections climatiques de référence DRIAS-2020. Ils sont consultables sur un site dédié publié par Météo-France en novembre 2022.

## Urbanisme

### Typologie
Au 1er janvier 2024, Val-de-Mercy est catégorisée commune rurale à habitat dispersé, selon la nouvelle grille communale de densité à sept niveaux définie par l'Insee en 2022.
Elle est située hors unité urbaine. Par ailleurs la commune fait partie de l'aire d'attraction d'Auxerre, dont elle est une commune de la couronne,. Cette aire, qui regroupe 104 communes, est catégorisée dans les aires de 50 000 à moins de 200 000 habitants,.

### Occupation des sols
L'occupation des sols de la commune, telle qu'elle ressort de la base de données européenne d’occupation biophysique des sols Corine Land Cover (CLC), est marquée par l'importance des territoires agricoles (57,1 % en 2018), une proportion sensiblement équivalente à celle de 1990 (57 %). La répartition détaillée en 2018 est la suivante :
terres arables (42,7 %), forêts (38,6 %), zones agricoles hétérogènes (14,1 %), zones urbanisées (2,2 %), milieux à végétation arbustive et/ou herbacée (2,2 %), cultures permanentes (0,3 %). L'évolution de l’occupation des sols de la commune et de ses infrastructures peut être observée sur les différentes représentations cartographiques du territoire : la carte de Cassini (XVIIIe siècle), la carte d'état-major (1820-1866) et les cartes ou photos aériennes de l'IGN pour la période actuelle (1950 à aujourd'hui).

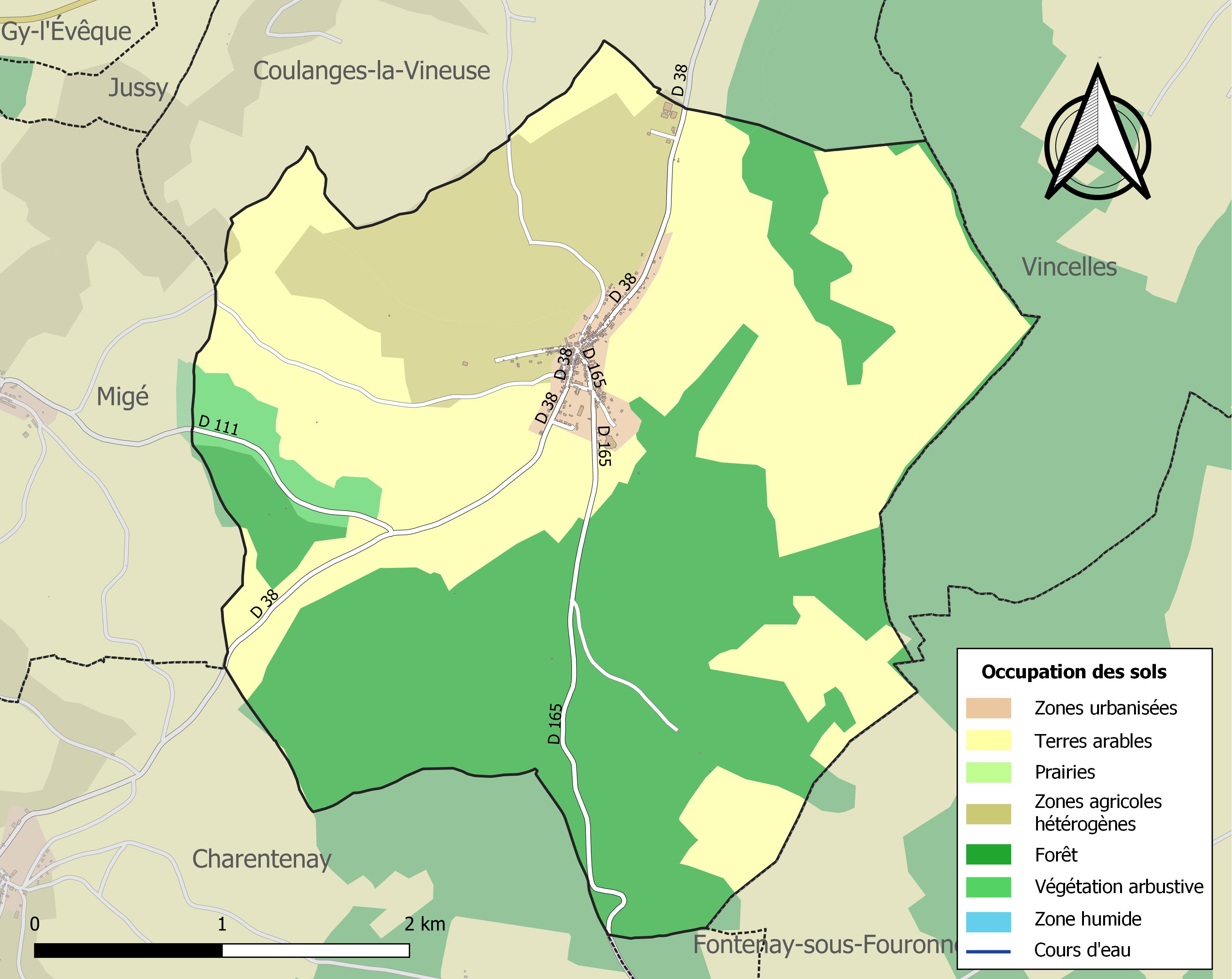
Carte des infrastructures et de l'occupation des sols de la commune en 2018 (CLC).

## Histoire
Val-de-Mercy existe depuis l'époque romaine. Le village servait de poste avancée pour la conquête de la Gaule, par contre on n'est pas sûr que Val-de-Mercy à cette époque fut à l'emplacement d'aujourd'hui d'ailleurs elle ne portait pas encore ce nom. Ce fut qu'au XIIe siècle que l'on découvre dans les archives que la commune de Coulanges-la-Vineuse possédait deux dépendances assez importantes : Val-des-Champs et Val-de-Mercy. La première commune disparut au XVIIIe siècle au détriment de Val-de-Mercy, à environ 2 kilomètres de Val-des-Champs. En 1223, les habitants de Val-de-Mercy se sont vu tirer de la servitude par la comtesse Mathilde/Mahaut, fille de Pierre de Courtenay.

## Politique et administration
| Période | Période       | Identité        | Étiquette | Qualité                        |
| ------- | ------------- | --------------- | --------- | ------------------------------ |
| 1900    | 1912 au moins | Eugène REMY     |           |                                |
|         |               | Jean-Noël Loury | UMP       | Conseiller général (1992-2011) |

## Démographie
L'évolution du nombre d'habitants est connue à travers les recensements de la population effectués dans la commune depuis 1793. Pour les communes de moins de 10 000 habitants, une enquête de recensement portant sur toute la population est réalisée tous les cinq ans, les populations de référence des années intermédiaires étant quant à elles estimées par interpolation ou extrapolation. Pour la commune, le premier recensement exhaustif entrant dans le cadre du nouveau dispositif a été réalisé en 2008.

En 2022, la commune comptait 373 habitants, en évolution de −4,85 % par rapport à 2016 (Yonne : −1,95 %, France hors Mayotte : +2,11 %).
| 1793 | 1800 | 1806 | 1821 | 1831 | 1836 | 1841 | 1846 | 1851 |
| ---- | ---- | ---- | ---- | ---- | ---- | ---- | ---- | ---- |
| 478  | 481  | 523  | 495  | 522  | 505  | 521  | 507  | 520  |

| 1856 | 1861 | 1866 | 1872 | 1876 | 1881 | 1886 | 1891 | 1896 |
| ---- | ---- | ---- | ---- | ---- | ---- | ---- | ---- | ---- |
| 506  | 515  | 520  | 476  | 463  | 455  | 436  | 414  | 395  |

| 1901 | 1906 | 1911 | 1921 | 1926 | 1931 | 1936 | 1946 | 1954 |
| ---- | ---- | ---- | ---- | ---- | ---- | ---- | ---- | ---- |
| 384  | 366  | 351  | 275  | 253  | 270  | 256  | 258  | 240  |

| 1962 | 1968 | 1975 | 1982 | 1990 | 1999 | 2006 | 2008 | 2013 |
| ---- | ---- | ---- | ---- | ---- | ---- | ---- | ---- | ---- |
| 272  | 305  | 257  | 230  | 294  | 369  | 366  | 365  | 384  |

| 2018 | 2022 | - | - | - | - | - | - | - |
| ---- | ---- | - | - | - | - | - | - | - |
| 390  | 373  | - | - | - | - | - | - | - |

## Divers
Cette commune agricole ne compte pas moins de quatre agriculteurs. Il y a une école qui accueille les enfants du village de la grande section au CM2. Une cantine et garderie qui accueille les enfants des villages voisins. Une bibliothèque fait la joie des enfants et des plus grands.
Val-de-Mercy possède une école, une salle des fêtes et une église.

## Lieux et monuments
Val-de-Mercy dispose d'une église en partie de style gothique, avec des éléments de style roman. L'architecture de l'édifice mêle ces différents styles. On peut assez nettement distinguer la présence d'une chapelle primitive antérieure au Xe siècle, une nef et des bas-côtés ajoutés aux XIIe et XIIIe siècles, et un clocher plus récent. L'église fut inaugurée solennellement en 1295.
Le village possède également deux lavoirs dont un, construit, en 1870.
Il existe aussi le Château de Val-de-Mercy qui est privé et une auberge.

## Personnalités liées à la commune
- Jules Mathé (1824-1884), homme politique né à Val-de-Mercy, maire d'Avallon, député de l'Yonne.

## Pour approfondir